# Franz Xaver Stöber

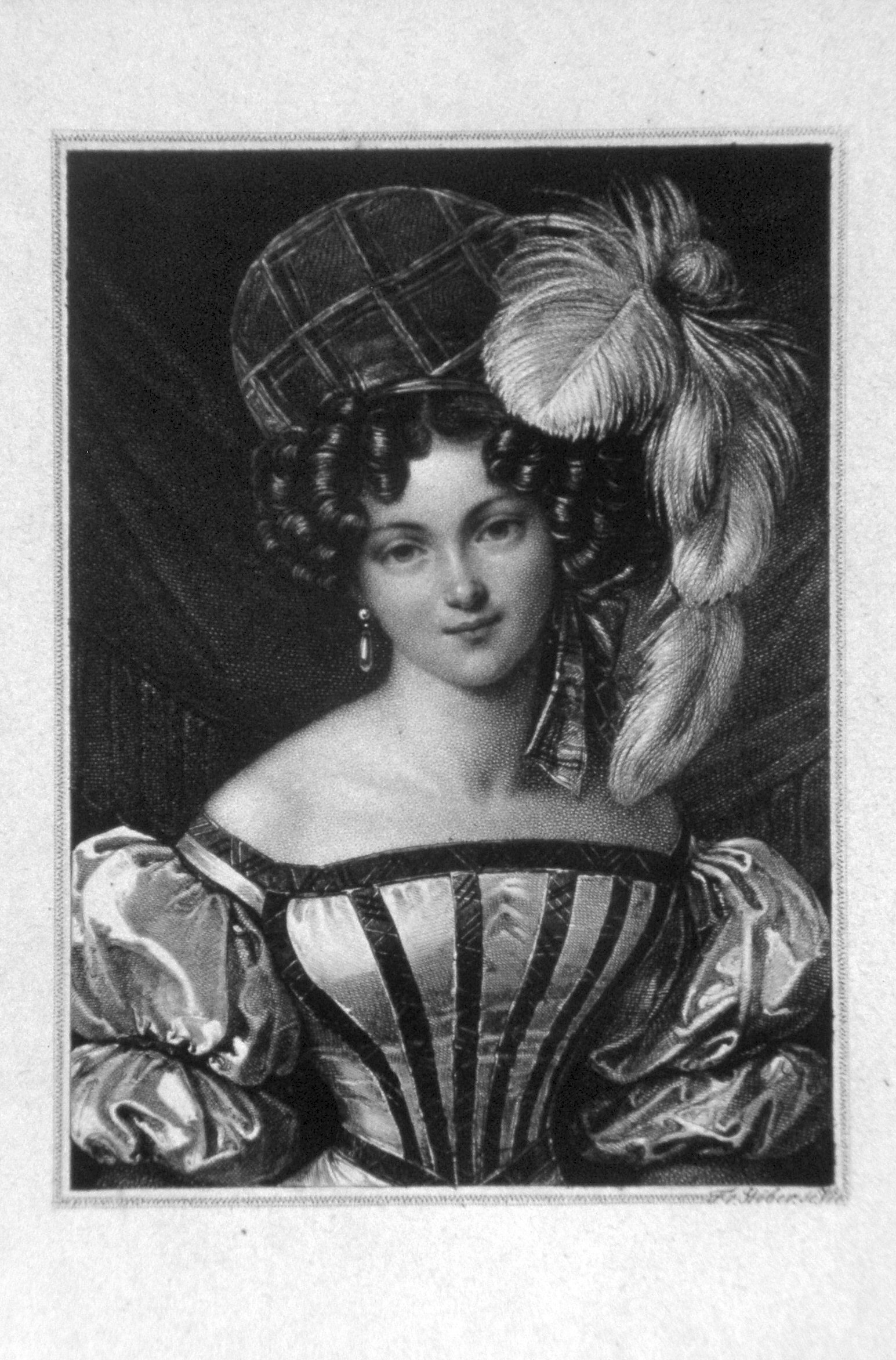
Portret niemieckiej śpiewaczki operowej Henrietty Sontag, 1827

Franz Xaver Stöber (ur. 20 lutego 1795 w Wiedniu, zm. 11 kwietnia 1858 tamże) – austriacki grafik posługujący się akwafortą i miedziorytem.

## Życiorys
Pierwsze lekcje dawał mu ojciec Joseph Stöber (1768–1852) – pierwszy miedzioryt Stöber miał wykonać w wieku lat 13. W latach 1810–17 studiował w Akademii Sztuk Pięknych w Wiedniu u Huberta Maurera (1738–1818).
Wcześnie zaczął pracować wraz z ojcem. W 1815 roku zwrócił na siebie uwagę ryciną Der Mythos alter Dichter in bildlichen Darstellungen i od 1816 roku pracował dla czasopisma „Wiener Zeitschrift für Kunst, Literatur, Theater und Mode“, dla którego sporządzał ryciny przedstawiające modne ubiory według prac Philippa von Stubenraucha (1784–1848). Ponadto tworzył ryciny na potrzeby ilustracji wydawnictw książkowych, m.in. historii Austrii Josepha von Hormayra.
W 1829 roku otrzymał jako pierwszy w Austrii przywilej produkcji stalorytów, które w tym samym roku wprowadził na rynek wiedeński. Wynalazł technikę druku kolorowego z rycin na płytkach miedzianych i stalowych. Członek wiedeńskiej Akademia Sztuk Pięknych od 1835 roku. W 1842 roku został nadwornym miedziorytnikiem, a w 1844 roku profesorem Akademii Sztuk Pięknych. W 1848 roku został dyrektorem zakładu dla emerytowanych artystów.
Stöber kolekcjonował puszki ozdobione wygrawerowanymi portretami artystów. Kolekcja Stöbera obejmowała 571 najrzadszych puszek, które sprzedano na aukcji w 1862 roku.

## Twórczość
Stöber wykonywał ryciny na bazie prac Johanna Endera (1793–1854), który był jego szwagrem, Matthäusa Lodera (1781–1828), Josefa Redla (1774–1836) i Karla Rußa (1779–1843). Uważany za głównego przedstawiciela grafiki wiedeńskiego Biedermeieru. Do jego najważniejszych prac zalicza się: 
- Darstellungen der treffendsten humoristischen Scennen aus den Fahrten des Junkers Don Quixote von Manche, 1820 – cykl 31 rycin na podstawie prac francuskiego malarza Charles'a-Antoine'a Coypela
- Die Hauptgötter der Römer und Griechen, 1840

Stöber sporządził również ryciny do albumu o ówczesnych austriackich artystach na podstawie rysunków Josefa Danhausera (1805–1845).
Ocenia się, że Stöber wykonał ponad 2500 rycin.

## Upamiętnienie
W 1877 roku imieniem Stöbera nazwano jedną z wiedeńskich ulic – Stöbergasse.